# حزقيال كارلوس نافارو
حزقيال كارلوس نافارو (بالإسبانية: Juan Carlos Navarro)‏ هو سياسي بنمي، ولد في 19 أكتوبر 1961 في بنما في بنما. حزبياً، نشط في Democratic Revolutionary Party ‏.